# Bressay
Die schottische Insel Bressay gehört zur Gruppe der Shetlandinseln und liegt, durch den Bressay Sund getrennt, nur wenige hundert Meter östlich der Hauptinsel Mainland. Nach Lerwick, dem Hauptort der Inselgruppe, besteht eine regelmäßige Fährverbindung über die Leirna, die wenige Minuten in Anspruch nimmt.

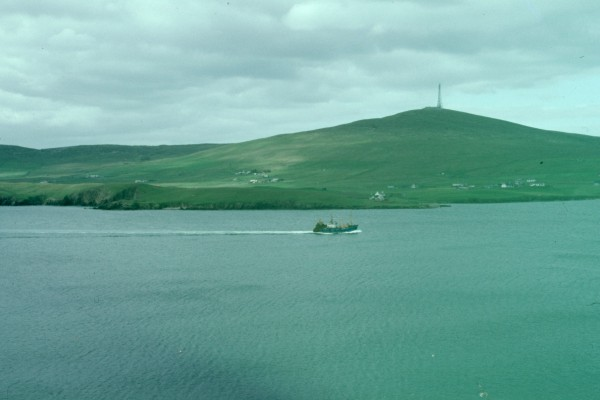
Höchste Erhebung von Bressay (von Mainland gesehen)

Bressay ist etwa neun Kilometer lang, bis zu fünf Kilometer breit und hat eine Fläche von 28 km². Die praktisch baumlose Insel erreicht im Ward of Bressay eine Höhe von 226 Metern, hier steht der Rundfunk- und Fernmeldeturm für die Shetlandinseln.

## Sehenswürdigkeiten
- Leuchtturm: An der Südwestküste befindet sich der 1858 von David Stevenson und Thomas Stevenson erbaute Bressay-Leuchtturm.[1]
- Überreste des Brochs am Noss Sound
- das Souterrain von Wadbister und die Old water mill auf Millburn am Loch of Grimsetter
- einige Ancient cooking places wie Cruester, der Bressay Stone
- der Menhir von Cruetoun.

Die Liste der Kulturdenkmäler Bressays ist unter Liste der Listed Buildings auf Bressay zu finden.
Die Blütezeit erlebte die Insel im 18. Jahrhundert durch den Heringsfang. Heute leben hier noch 368 Einwohner (Zensus am 27. Mai 2011) verstreut über die Insel. Immer noch spielt die Landwirtschaft (Viehzucht) eine gewisse Rolle, jedoch sind über längere Zeit etliche Höfe aufgegeben worden und verfallen. 
Der Tourismus ist noch nicht sehr weit entwickelt, so dass Übernachtungsmöglichkeiten nur in begrenzten Umfang zur Verfügung stehen. 
An den Steilküsten der Insel brüten zahlreiche Vogelarten. Zur unter Naturschutz stehenden östlichen Nachbarinsel Noss, auf der ebenfalls viele Seevögel brüten, kann man sich mit Schlauchbooten übersetzen lassen. 

Burnt Mound von Cruester
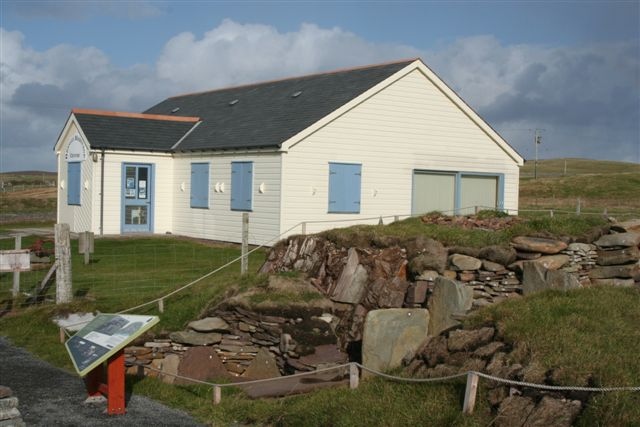
Bressay Heritage Centre und Burnt Mound von Cruester
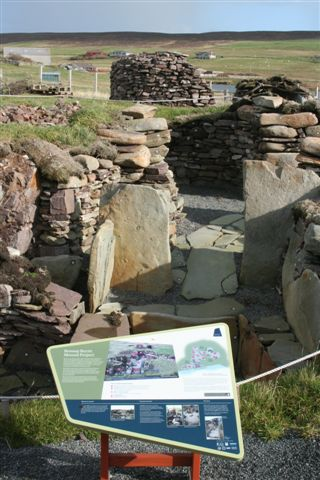
Burnt mound von Cruester
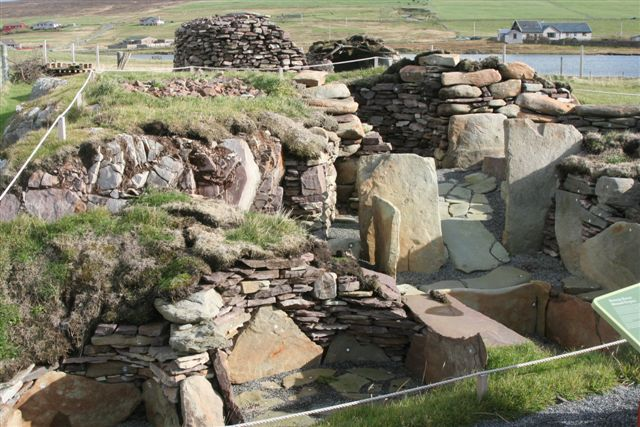
Burnt Mound von Cruester